# Elysium (Pet-Shop-Boys-Album)
Elysium ist das elfte Studioalbum der Pet Shop Boys. Es erschien am 7. September 2012 bei Parlophone.

## Geschichte
Die Pet Shop Boys begannen im Februar 2011 in Berlin über einen Zeitraum von fünf Wochen, die Stücke für das Album zu schreiben. Meistenteils wurde es aber während der Tournee Progress Live mit Take That von Mai bis Juli 2011 geschrieben. Schließlich wurde es ab Januar 2012 binnen dreier Monate in Los Angeles mit Andrew Dawson aufgenommen. Zur Zusammenarbeit mit Dawson kam es, nachdem Neil Tennant und Chris Lowe Dawsons Arbeit für Kanye West gehört hatten. Lowe verglich das Album gefühlsmäßig mit Behaviour.

## Rezeption
Sven Kabelitz von Laut.de nannte die Platte „ein feinfühliges, vor Altersweisheit strotzendes Album“ und vergab vier von fünf Sternen.

## Titelliste (UK-Version)
1. „Leaving“ – 3:50
2. „Invisible“ – 5:05
3. „Winner“ – 3:50
4. „Your Early Stuff“ – 2:33
5. „A Face Like That“ – 5:07
6. „Breathing Space“ – 5:10
7. „Ego Music“ – 3:05
8. „Hold On“ (Georg Friedrich Händel, Tennant, Lowe) – 3:19
9. „Give It a Go“ – 3:53
10. „Memory of the Future“ – 4:31
11. „Everything Means Something“ – 4:50
12. „Requiem in Denim and Leopardskin“ – 5:49